# یهودیان روس در اسرائیل
یهودیان روس در اسرائیل مهاجران و نوادگان مهاجران جوامع یهودی روس هستند که اکنون در کشور اسرائیل سکونت دارند. آنها در سال ۲۰۰۷ حدود ۹۰۰٬۰۰۰ نفر بودند.